# Antoine Watteau
Jean-Antoine Watteau (Valenciennes; 10 de octubre de 1684-Nogent-sur-Marne; 18 de julio de 1721) fue un pintor francés. Es uno de los grandes genios del último barroco francés y del primer rococó. Se le atribuye la creación del género de las fêtes galantes: escenas de cortejo amoroso y diversiones, con un encanto idílico y bucólico, bañadas en un aire de teatralidad. Algunos de sus temas más conocidos se inspiraron en el mundo de la comedia italiana o el ballet.

## Biografía

Embarque para la isla de Citerea, versión del Palacio de Charlottenburg.

Era hijo de un artesano techador de Valenciennes, ciudad flamenca que acababa de pasar a dominio francés. Comenzó su aprendizaje a los once años con el pintor decorador Jacques-Albert Guérin. Se trasladó, a la muerte de este (1706), a París.
En la capital, se unió a los pintores flamencos del barrio de Saint-Germain-des-Prés. Ingresó en el taller de Claude Gillot, gracias a cuya colaboración frecuentó los ambientes de la farándula y el teatro que le servirán como motivo de inspiración, así como la sociedad elegante. Fue también alumno de Claude Audran III. Fracasó en el concurso para el Prix de Rome, que le hubiese proporcionado una beca para estudiar en Roma.
Desencantado por sus pobres progresos, en 1709 regresa a su ciudad natal, dedicándose a la realización de escenas de posadas y soldados, inspiradas en el barroco holandés y flamenco, especialmente de Teniers.
Dos años después regresa a París, y continúa su relación con el mundo teatral, representando a diversos personajes y obtiene buenos ingresos. Se relacionó sobre todo con gentes de teatro, que le sirvieron de modelo para algunos de sus cuadros. En 1712 le nombraron agregado de la Academia, por lo que debía donar una obra a la misma: lo hizo cinco años más tarde, presentando el Embarque para la isla de Citerea. Gracias a él, se consideró como nuevo género las fêtes galantes, que serían imitadas por Nicolas Lancret y Jean-Baptiste Pater, entre otros.
En 1719 Watteau se traslada a Londres para consultar a su amigo y admirador el doctor Mead sobre la tisis que padecía. Pero regresó a París al año siguiente sin experimentar ninguna mejora. El verano de 1720 se instaló en casa de Gersaint, marchante de cuadros como su suegro Sirois. Se retiró a Norgent-sur-Marne. Murió tuberculoso a los 37 años.

## Estilo

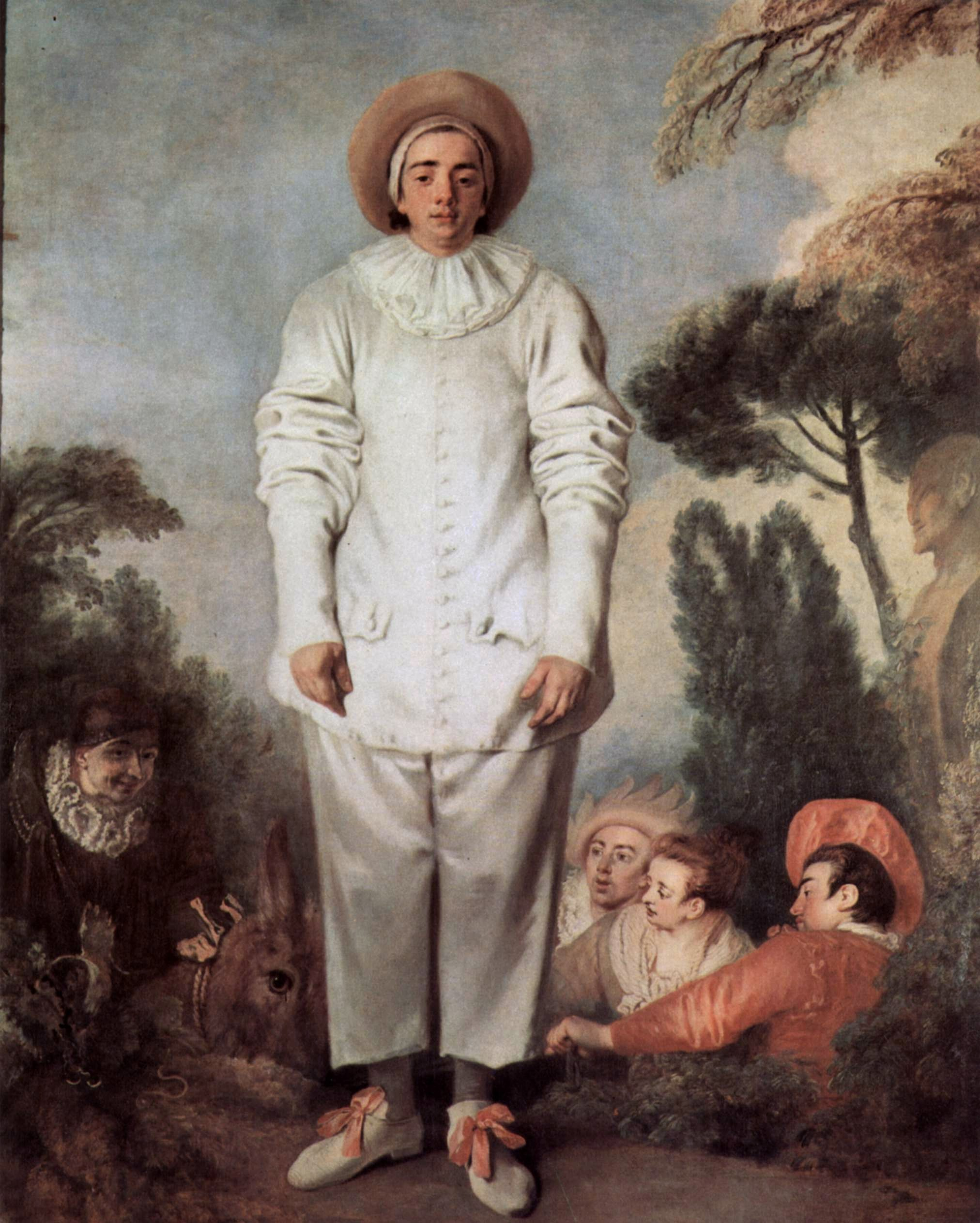
Gilles, 1721.

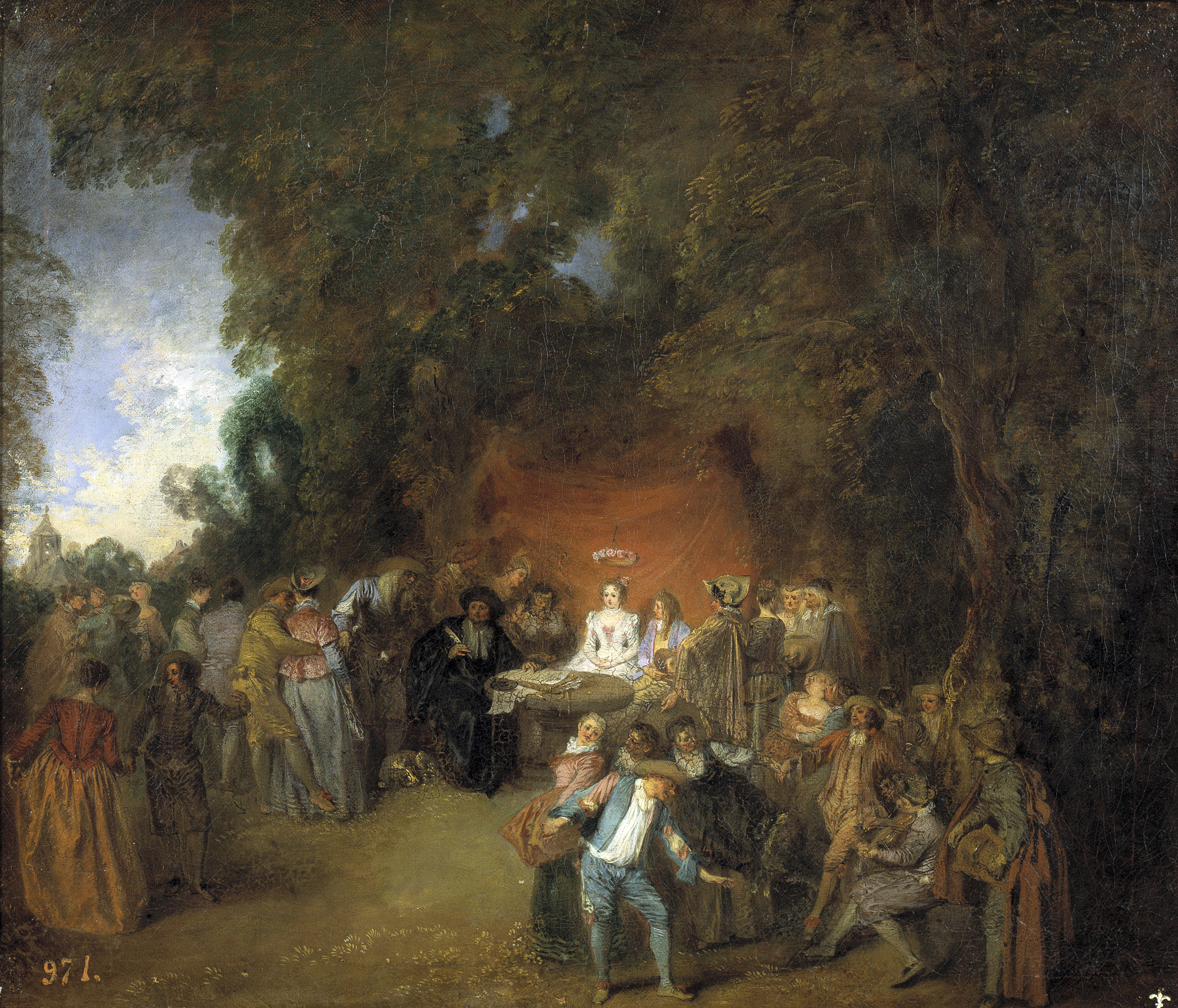
Capitulaciones de boda y baile campestre, c. 1711, Museo del Prado.

Watteau es el representante más antiguo y más exquisito del estilo rococó. Realizó escenas galantes y costumbristas. Con él comienza un género nuevo: las fêtes galantes («fiestas galantes»), reflejo de la vida cortesana que busca artificialmente un contacto con la naturaleza.
La variedad en su pintura, llena de resonancia, muestra plena conciencia de las inquietudes de su tiempo y acudió como a un subterfugio , a la excusa de la representación teatral , porque halló en los personajes de la Comedia Italiana (entonces tan boga en París) una forma de anular la realidad mediante una ficción llena de gracias; así tales personajes son como seres de fantasmagoría que el artista viste no solo de sedas, sino de cambiantes caracteres humanos. Las pinturas de Watteau es, en este sentido, una manifestación de nostalgia aguzada por la decepción.
La colección que poseía su mecenas Crozat le permitió estudiar el estilo de los maestros renacentistas. Conoció las obras de Giorgione, Rubens y Tiziano, lo que marcaría profundamente su producción. En él se funden, pues, influencias flamencas y venecianas (en especial de Veronés), imprimiéndoles su personal gusto francés.
Son escenas impregnadas por un erotismo lírico. Sus temas son el teatro, la música, la conversación, los personajes de la comedia del arte y la mitología.
Sus cuadros están ambientados en jardines aristocráticos, llenos de personajes elegantes que muestran el ambiente social del rococó. Sus personajes son de proporciones menudas en relación con el conjunto de la tela. Están vestidos ricamente, deleitándose Watteau en mostrar las calidades de las telas satinadas. Los paisajes son umbrosos, con técnica que recuerda a la pintura flamenca.
En los cinco últimos años de su vida pintó numerosas fiestas galantes con una composición que se repite en varias de ellas. Parte el cuadro en dos mitades: una de vegetación oscura en la que están los personajes vestidos con colores claros, y otra de celaje claro. Esta fórmula se ve en la Lección de amor (h. 1716-17) de Estocolmo, El concierto conservado en el palacio de Charlottenburg (Berlín) y Los encantos de la vida en la Colección Wallace (Londres).
Virtuoso técnico y muy buen dibujante, domina en él una ejecución minuciosa. Aplicaba los colores muy diluidos en capas de extrema delgadez, lo que permite numerosas transparencias. El barniz se aplicaba transparente o ligeramente coloreado, y a veces entre capas de pintura, recurso propio de la época. Esta técnica complica actualmente la limpieza de los cuadros y puede explicar la mala conservación de muchos de ellos, bastante agrietados y oscurecidos. Algunos expertos llegan a afirmar que el arte de Watteau se aprecia mejor en sus numerosos dibujos, que subsisten en mejor estado y que solía reproducir con leves variaciones en muchas pinturas.
Murió prematuramente a causa de la tuberculosis, cuando sus temas galantes empezaban a alcanzar el éxito. Varios artistas como Nicolas Lancret y Pater siguieron explotando los mismos temas; hay ejemplos de ambos en el Museo Thyssen-Bornemisza de Madrid. François Boucher hizo grabados de sus diseños, al igual que François-Bernard Lépicié, Laurent Cars, etc.

## Obras

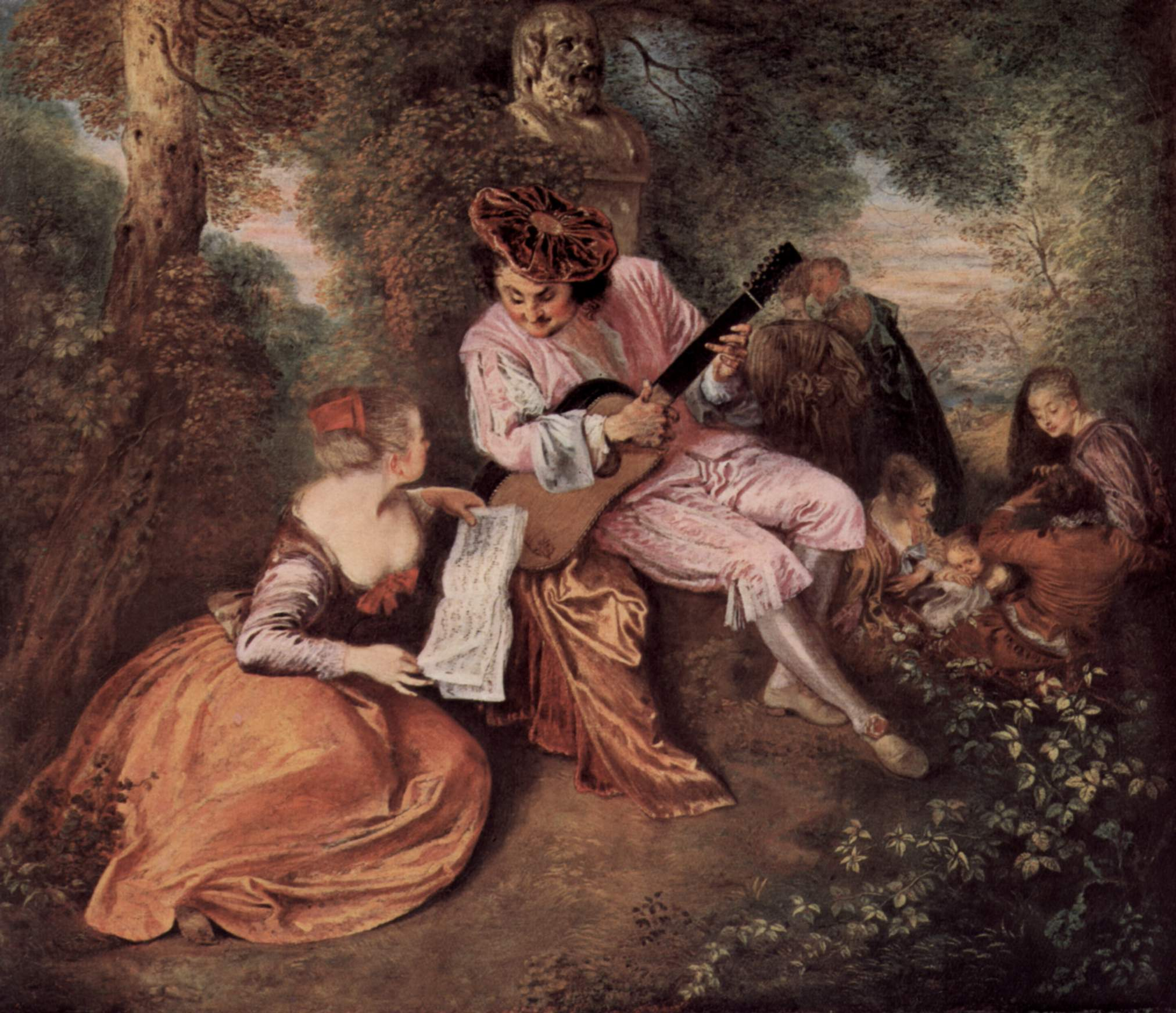
La canción de amor, h. 1717.

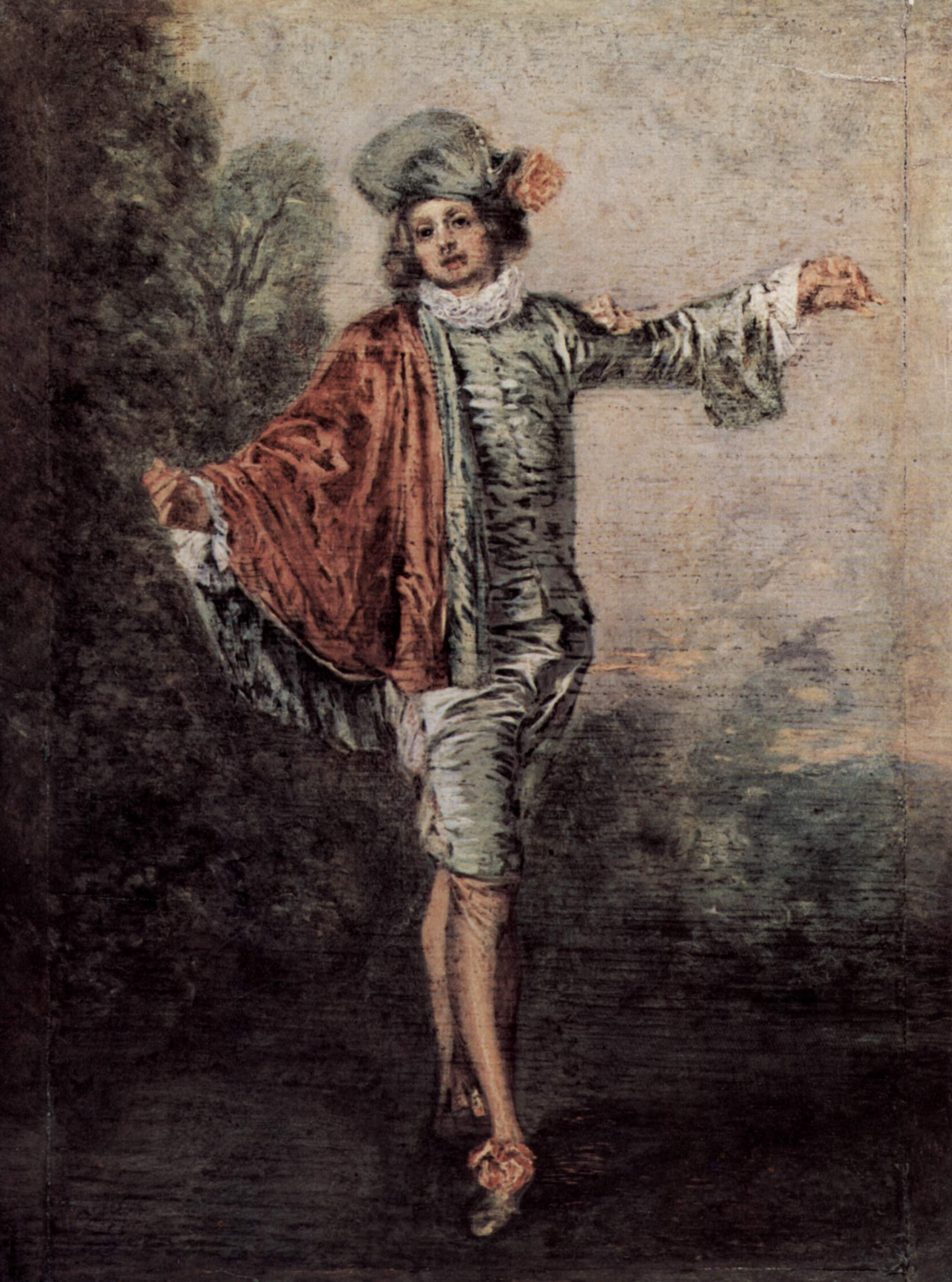
El indiferente, 1717.

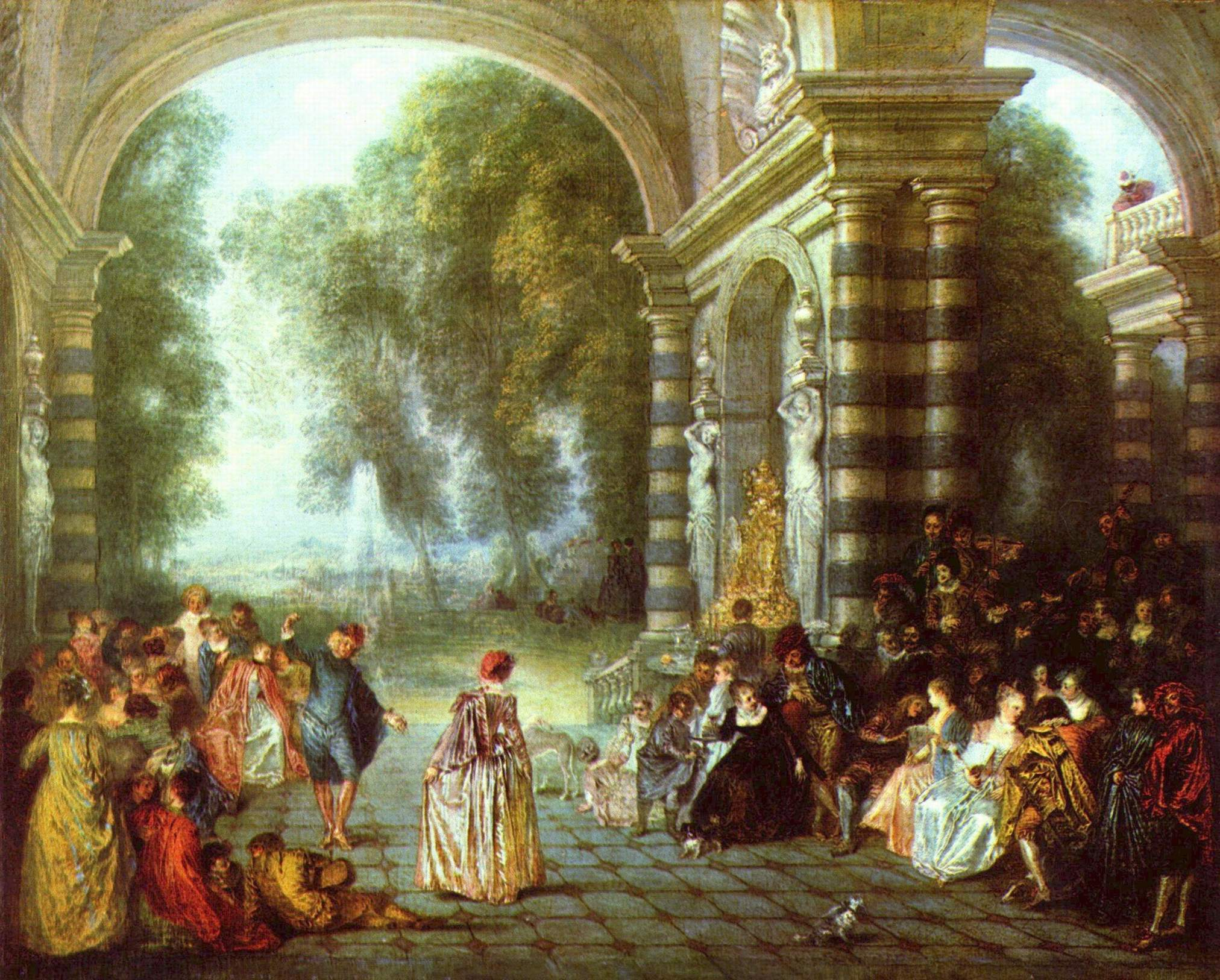
Los placeres del baile (1717), Dulwich Picture Gallery, Londres.

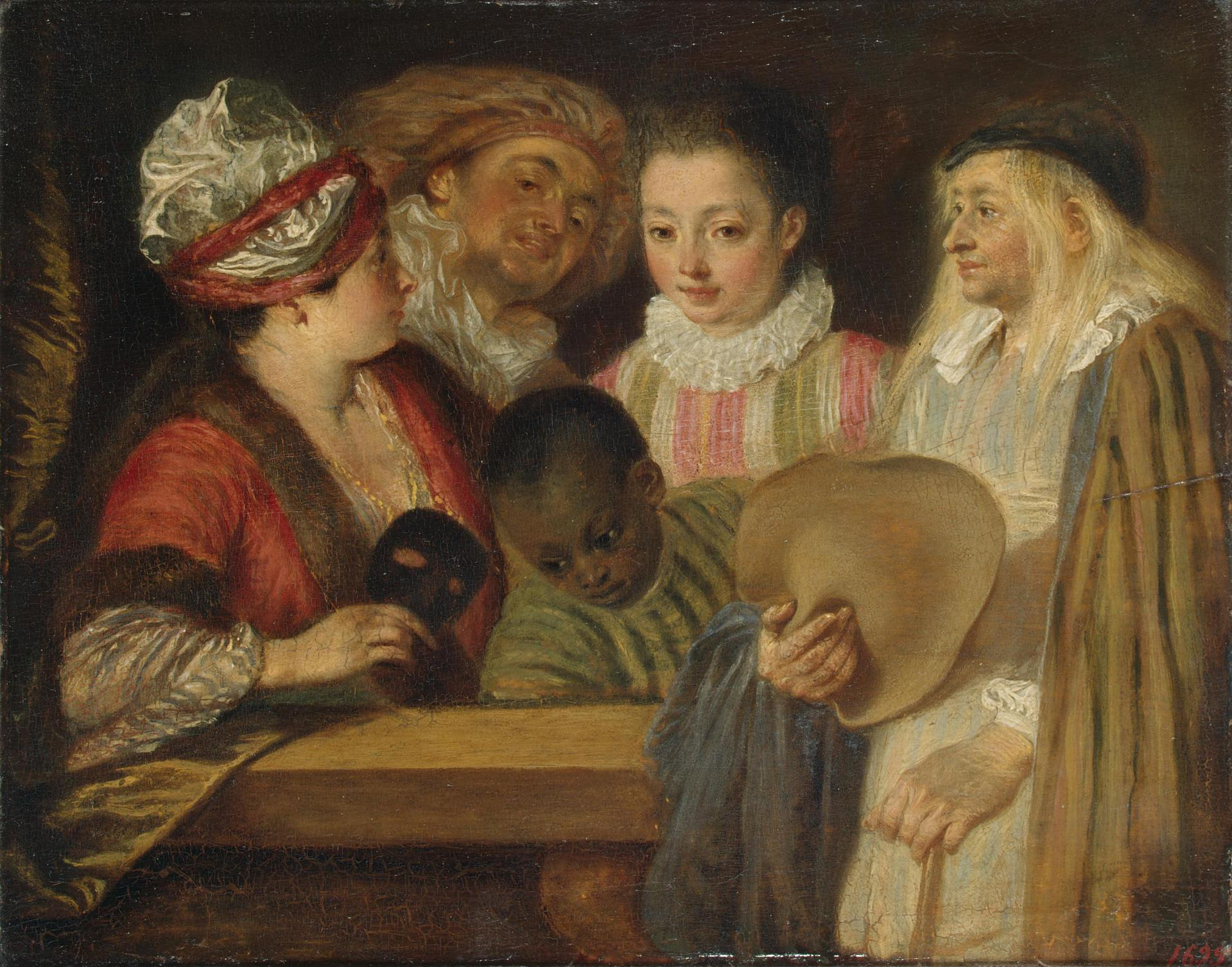
Mascarada, 1717.

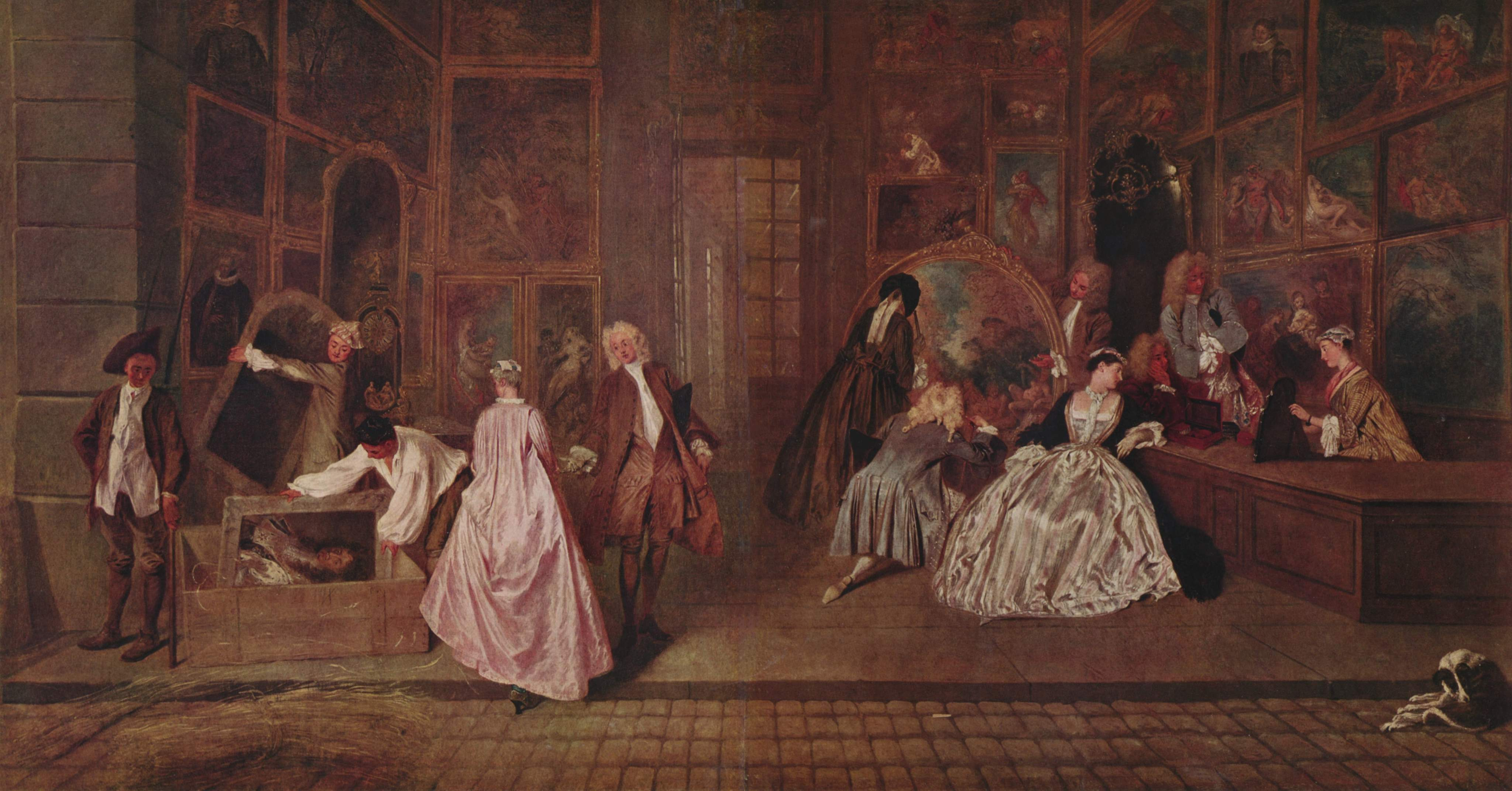
La muestra de Gersaint, 1720.